# František Rint
František Rint (26. ledna 1835, Česká Skalice – ?) byl český řezbář. Je známý především díky své výzdobě kostnice v Kutné Hoře.

## Životopis
František Rint se narodil 26. ledna 1835 do rodiny řezníka Vojtěcha Rinta a Anny Rintové. Roku 1856 se oženil s Annou Hertlovou.
Poprvé se jeho kompoziční nadání projevilo po prusko-rakouské válce roku 1866, kdy ze zbraní a vojenských potřeb sestavil znak rakouského orla. Kompozice byla umístěna na českoskalické radnici, kde si ji v listopadu 1866 prohlédl i samotný císař František Josef I.
Karel III. ze Schwarzenbergu jej vyzval, aby se podílel na přestavbě Kostela Všech svatých v Kutné Hoře. To přijal a roku 1870 vytvořil instalace z kostí zahrnující erb rodu Schwarzenbergů, čtyři lustry, girlandy, monstrance a poháry. Malé pyramidy z lebek přestavěl do čtyř rozměrných. Kosti, které použil k výzdobě, dezinfikoval a vybělil chlorovým vápnem. S touto činností mu pomáhala jeho manželka a dvě děti.
Mezi jeho další díla patří například stůl potažený kůží z poníka, který ve všech čtyřech rozích zdobí lebky.

## Rodina
František Rint měl tři bratry.
- Josef Rint (*1828) – pokračoval v řeznickém řemeslu
- Daniel Rint (*1830) – jako císařský rada byl vrchním inspektorem c. k. privátní jižní dráhy v Innsbrucku
- Vincenc Rint (*1838) – zřejmě záhy zemřel

Se svou manželkou, Annou Rintovou (roz. Hertlovou), měl dvě děti.